# Фильштинский, Глеб Вениаминович
Глеб Вениаминович Фильштинский (ивр. גלב פילשטינסקי‎; род. 2 октября 1970, Ленинград) — российский театральный деятель, театральный художник, художник по свету. Художественный руководитель Студии «Шоу Консалтинг». Режиссёр мультимедиа, автор мультимедийных спектаклей. Арт-директор, художник музейных проектов. Преподаватель Санкт-Петербургской академии театрального искусства. Заслуженный деятель искусств Российской Федерации.

## Образование
Закончил Санкт-Петербургскую академию театрального искусства (ЛГИТМиК) по специальности «Театрально-декорационное искусство».

## Карьера
В 1996 году вместе с Евгением Ганзбургом основал творческую мастерскую «Свет для Театра», которая предоставляла оборудование для спектаклей, концертов, шоу и съемок.
В 2008 году Фильштинский основал Студию «Шоу Консалтинг», которая осуществляет художественную и технологическую деятельность в сферах культуры и искусства. Например, музейное проектирование, видеопроизводство, проектирование театральных зданий, работа над театральными и концертными программами.
Работает режиссером мультимедиа, художником по свету, сценографом. В этом качестве является соавтором более четырехсот драматических, оперных и балетных спектаклей, мюзиклов. Является арт-директором и художником многих музейных проектов. Также выступает в качестве режиссера и художника массовых мультимедийных шоу.
На 2020 год являлся руководителем магистратуры «Управление художественно-технологическими процессами в современном театре» Санкт-Петербургской академии театрального искусства.

### В театрах России
Фильштинский принимает участие в создании спектаклей ведущих театров России, в том числе: Малого драматического театра — театра Европы, Большого театра России, Александринского театра, Мариинского театра, БДТ им. Товстоногова, Новосибирского театра оперы и балета, Московского театра оперетты, Театра балета Бориса Эйфмана, Московского театра юного зрителя, МХТ им. А. П. Чехова, Театра комедии им. Н. П. Акимова, «Et Cetera» под руководством А. Калягина, Московского театра «Современник» и множества других.

### За рубежом
Много работает за пределами России. Среди театров, с которыми сотрудничает — Opera De Paris (Париж), Schaubuhne am Lehniner platz (Берлин), Teatro Real Madrid (Мадрид), English National Opera (Лондон), Opera La Monnaie (Брюссель), Burgtheater(Вена), Bayerische Staatsoper(Мюнхен), Teatro alla Scala (Милан), Metropolitan Opera (Нью-Йорк), Deutsche Staatsoper (Берлин), Festival Wagner in Bayreuth, De Nederlandse opera (Амстердам), Salzburg Opera Festival (Зальцбург), Opernhaus Zürich (Цюрих), Music Festival in Aix-en-Provence, Hamburg Stateopera.

## Награды
- Лауреат высшей театральной премии Санкт-Петербурга «Золотой Софит»[24].
- Лауреат национальной театральной премии Латвии[1].
- Лауреат театральной премии Эстонии[1].
- Лауреат всероссийской премии «Интермузей»[1].
- Лауреат Всероссийской премии в области массовых форм театрального искусства «Театр масс»[1].
- Лауреат Российской Национальной театральной премии «Золотая маска» (2004) — за работу в спектакле «Похождения повесы» в Большом театре[25].
- Лауреат Российской Национальной театральной премии «Золотая маска» (2008) — за работу  в спектакле «Евгений Онегин» в Большом театре. Глеб Фильштинский был первым в истории премии художником по свету, который получил награду в этой номинации[26][27].
- Почётная грамота Правительства Российской Федерации (2010) — за активное участие в организации и проведении Международного форума по проблемам, связанным с сохранением тигра на Земле [28].
- Заслуженный деятель искусств Российской Федерации (2022) — за вклад в развитие отечественной культуры и искусства, многолетнюю плодотворную деятельность [29].

## Личная жизнь
Родился в 1970 году в городе Ленинграде в семье театрального режиссёра и педагога Вениамина Михайловича Фильштинского.
В 2015 году вышла книга-альбом «Свет для театра с Глебом Фильштинским».